# Идеално твоја
Идеално твоја је први студијски албум Секе Алексић који је објављен 2002. године.

## Списак песама
1. Опет
2. У кафани пуној дима
3. Не, није
4. Ко та чаша
5. Јер таква сам се родила
6. Да сам мушко
7. Све је лаж
8. Издајице
9. Немој доћи, не
10. Идеално твоја